# Digimon Adventure (serie de televisión de 2020)
Digimon Adventure: (デジモンアドベンチャー: Dejimon Adobenchā:?) es la octava serie de anime de la franquicia Digimon y se considera un reinicio de la primera temporada televisiva, Digimon Adventure, que se lanzó en 1999.
La serie se estrenó el 5 de abril de 2020 en Fuji TV, y se emitió hasta el 26 de septiembre de 2021.

## Argumento
A medida que Internet se convirtió en un elemento integral para el año 2020, una serie de supuestos ataques cibernéticos en Tokio son el resultado de eventos en otro mundo dentro de Internet: el mundo digital donde vagan los Digimon. Mientras se preparaba para el campamento de verano, Taichi Yagami y otros seis niños son transportados al Mundo Digital, donde adquirieron Digivices y sus compañeros Digimon mientras se enteran de que han sido elegidos para detener las amenazas desconocidas en sus mundos.

## Personajes
Taichi Yagami (八神 太一 Yagami Taichi?)
 Seiyū: Yūko Sanpei
Agumon (アグモン?)
 Seiyū: Chika Sakamoto
Yamato Ishida (石田 ヤマト Ishida Yamato?)
 Seiyū: Daisuke Namikawa
Gabumon (ガブモン?)
 Seiyū: Mayumi Yamaguchi
Sora Takenouchi (武之内 空 Takenouchi Sora?)
 Seiyū: Ryoko Shiraishi
Piyomon (ピヨモン?)
 Seiyū: Atori Shigematsu
Koshiro Izumi (泉 光子郎 Izumi Kōshirō?)
 Seiyū: Yumiko Kobayashi
Tentomon (テントモン?)
 Seiyū: Takahiro Sakurai
Joe Kido (城戸 丈 Kido Jō?)
 Seiyū: Takeshi Kusao
Gomamon (ゴマモン?)
 Seiyū: Junko Takeuchi
Mimi Tachikawa (太刀川 ミミ Tachikawa Mimi?)
 Seiyū: Marika Kouno
Palmon (パルモン Parumon?)
 Seiyū: Shihomi Mizowaki
Takeru Takaishi (高石 タケル Takaishi Takeru?)
 Seiyū: Megumi Han
Patamon (パタモン?)
 Seiyū: Miwa Matsumoto
Hikari Yagami (八神 ヒカリ Yagami Hikari?)
 Seiyū: Misaki Watada
Tailmon (テイルモン Teirumon?)
 Seiyū: Mie Sonozaki
Narrador
 Seiyū: Masako Nozawa

## Difusión y distribución
La serie fue anunciada oficialmente en la edición de marzo de la revista V Jump de Shueisha publicada el 20 de enero de 2020. Es animada por el estudio Toei Animation y dirigida por Masato Mitsuka, con Atsuhiro Tomioka supervisando los guiones, Katsuyoshi Nakatsuru regresa de Digimon Adventure para diseñar los personajes, Akihiro Asanuma es el director de animación en jefe, Ryouka Kinoshita el director de arte, Toshiki Amada está a cargo del entorno artístico y Matsuki Hanae, Naoko Sagawa y Hiroyuki Sakurada son los productores.
El 6 de marzo se lanzó el primer avance de la serie, anunciando la fecha de estreno para el 5 de abril de 2020. El 19 de abril, Toei Animation anunció que los nuevos episodios se retrasarían hasta nuevo aviso debido a la Pandemia de enfermedad por coronavirus de 2019-2020. Sin embargo, se anunció que el anime regresa el 7 de junio, empezando desde el primer episodio en adelante. Luego, Toei Animation anunció que la serie reanudará su transmisión de los nuevos episodios a partir del cuarto episodio el 28 de junio.

### Música
El tema de apertura de la serie es "Mikakunin Hikousen", interpretado por Takayoshi Tanimoto. Esta es la primera serie anime de Digimon que no presenta el tema de apertura ni temas de inserto interpretadas por Koji Wada, quien falleció en 2016. 
El primer tema de inserto es "Be The Winners" de Takayoshi Tanimoto para el tema de Digievolución; el tema de inserto se escucha cada vez que un Digimon digievoluciona a su forma de Campeón. El segundo tema de inserto es "X-Treme Fight" de Takayoshi Tanimoto para el tema de la Ultra-Digievolución; el tema de inserto se escucha cada vez que un Digimon digievoluciona a su forma de Perfección. El tercer tema de inserto es "Break the Chain" de Takayoshi Tanimoto para el tema de la Mega-Digievolución; el tema de inserto se escucha cada vez que un Digimon digievoluciona a su forma Definitiva. Reemplazan al tema de inserto "Brave Heart" utilizado como tema de Digievolución durante Digimon Adventure y Digimon Adventure 02, e incluso la nueva versión de "Brave Heart" utilizada en Digimon Adventure tri. y Digimon Adventure: Last Evolution Kizuna.
Desde los episodios 1 al 13, el primer tema de cierre es "Kuyashisa wa Tane" de Chiai Fujikawa. Desde los episodios 14 al 26, el segundo tema de cierre es "Q?" de Reol. Desde los episodios 27 al 38, el tercer tema de cierre es "Mind Game" de Maica_n. Desde los episodios 39 al 54, el cuarto tema de cierre es "Overseas Highway" de Wolpis Carter and Orangestar. El quinto y último tema de cierre es la canción "Dreamers" por el grupo masculino de K-pop Ateez, desde los episodios 55 al 67.